# Katharinenhof (Hamburg)

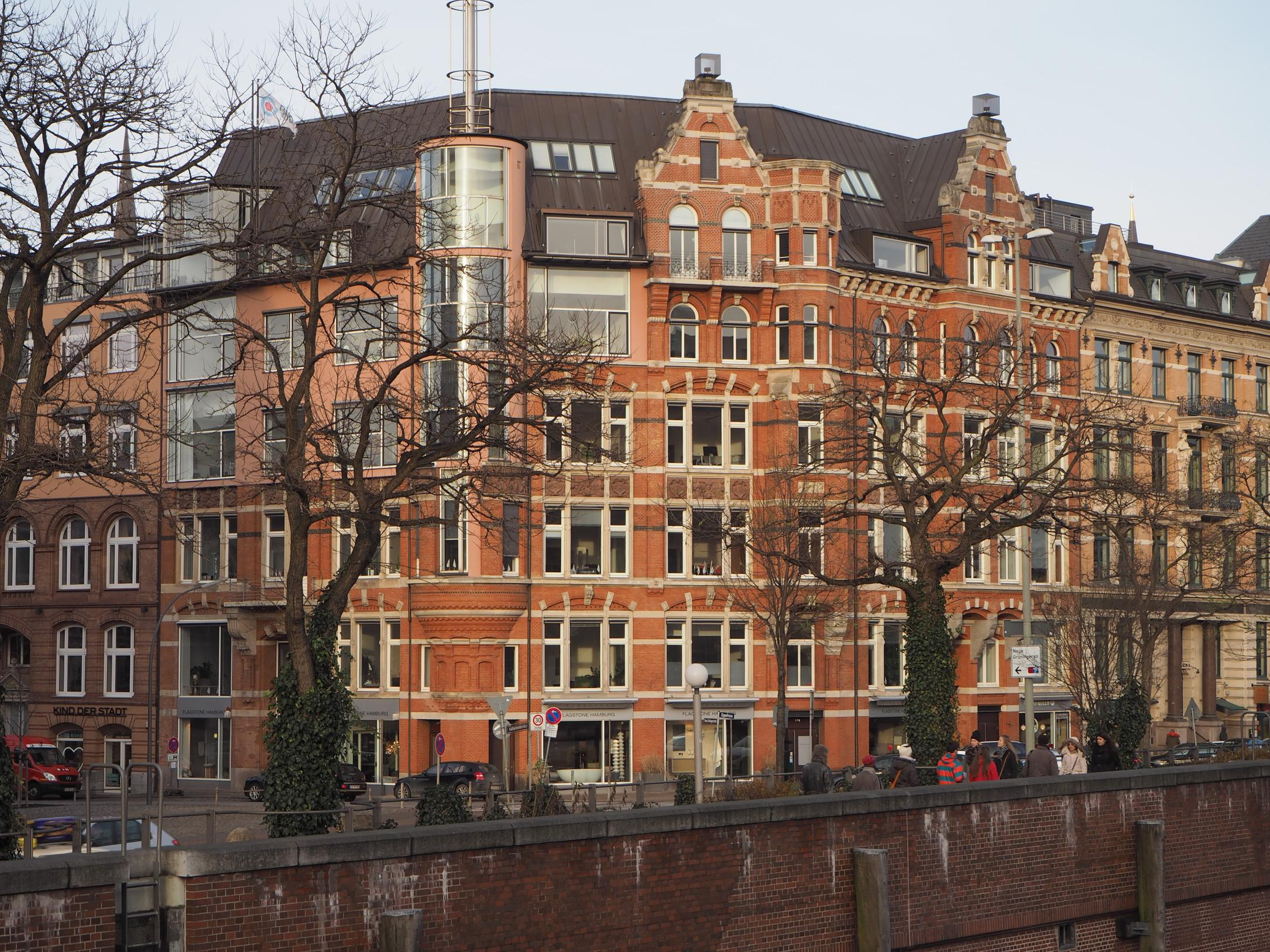
Katharinenhof vom Zollkanal aus gesehen

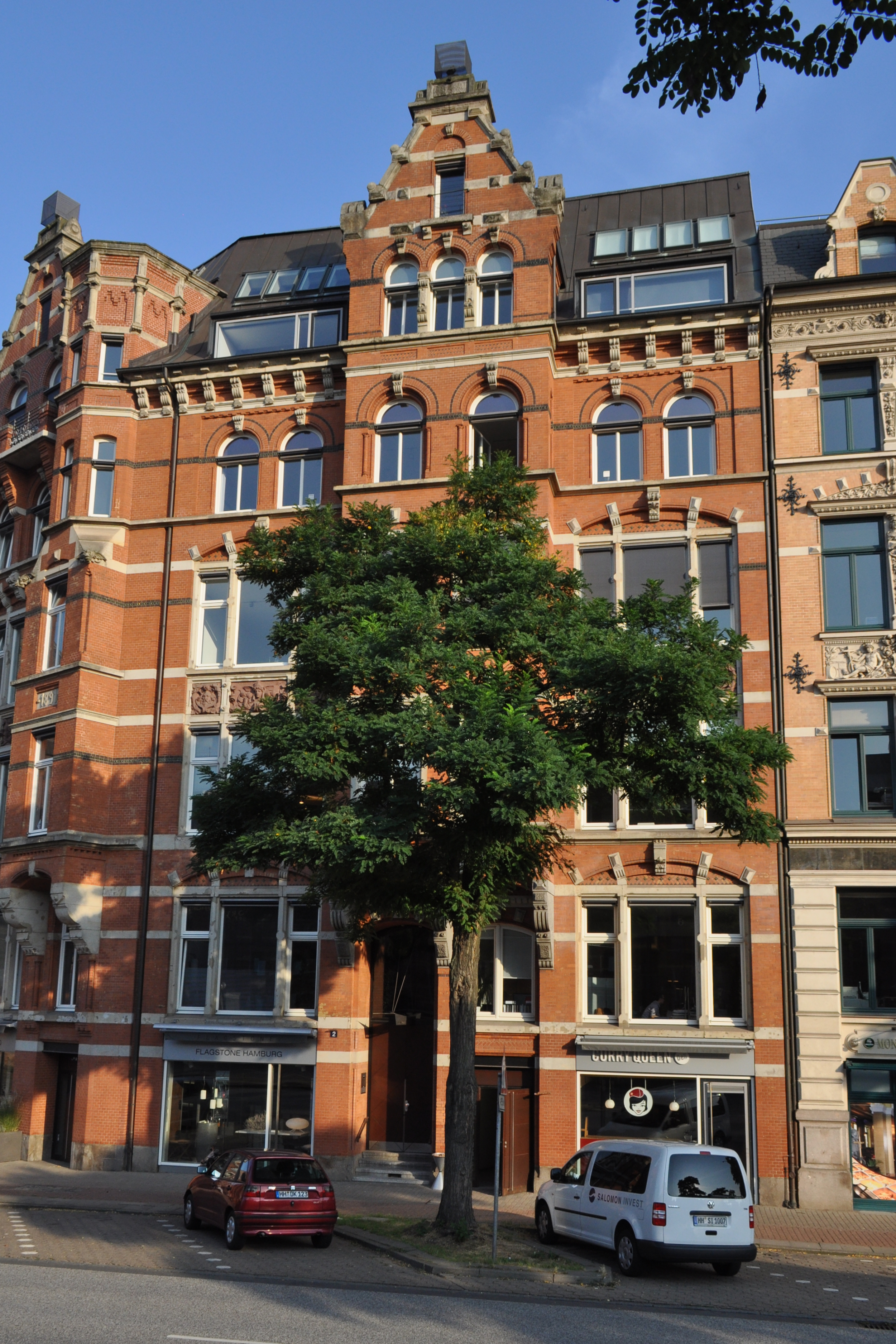
Katharinenhof, nordöstlicher Teil

Der Katharinenhof (früher Frachtenhaus) ist ein Kontorhaus in Hamburg-Altstadt. Es ist als Eckhaus gestaltet mit den Eingängen Zippelhaus 1–2 und Neue Gröningerstraße 2. Das Gebäude ist als Kulturdenkmal mit der Objekt-ID 12407 ausgewiesen.

## Baugeschichte
Der Ursprungsbau wurde nach Plänen von Hinrich Fittschen im Jahr 1890/91 errichtet. Bauherren waren R. und A. Wallfried. Im Jahr 1943 durch Kriegseinwirkung schwer beschädigt, ist das Haus nach dem Krieg zunächst rudimentär wieder aufgebaut worden. 1991–1993 erfolgte dann eine aufwendige Sanierung und die bauliche Ergänzung der zerstörten Gebäudeteile. Federführend dabei waren die Architekten Daniel Gössler und Schnittger. Auf originalgetreue Wiederherstellung der ergänzten Bauteile haben die Architekten bewusst verzichtet. Verputzte Außenwände und Metallprofile für die Fenster ersetzten die ehemals  gründerzeitliche Backsteinfassade. So sollte die Erinnerung an die Zerstörungen erhalten bleiben.

## Beschreibung
Das 6-geschossige Haus (mit Erdgeschoss und Dachgeschoss) passt sich dem Verlauf der Straßenecke Zippelhaus / Neue Gröningerstraße an. An den beiden Stellen, wo die Fassade abgewinkelt ist, befinden sich erkerartige Vorsprünge, die die oberen Geschosse bis zum Dachgeschoss durchziehen. Der linke tritt besonders deutlich hervor und hat nahezu turmartigen Charakter.
Links oben wird die zeitgemäße  Gestaltung  der ergänzten Bauteile deutlich (siehe oben), ansonsten zeigt das Gebäude eine durchgehend gründerzeitliche Fassade im Stil der Neorenaissance. Vorherrschend ist Sichtmauerwerk aus Backstein, das durch ein Gitter aus Bänderungen, Fenstereinfassungen und Gesimsen aus hellem Sandstein strukturiert wird.
Zwischen dem zweiten und dritten Obergeschoss zieht sich ein Band von Terrakottatafeln entlang.  Neben ornamentalen Formen zeigen diese auch figürliche Motive zu den Themen Lagerwesen, Spedition und Bauwesen.

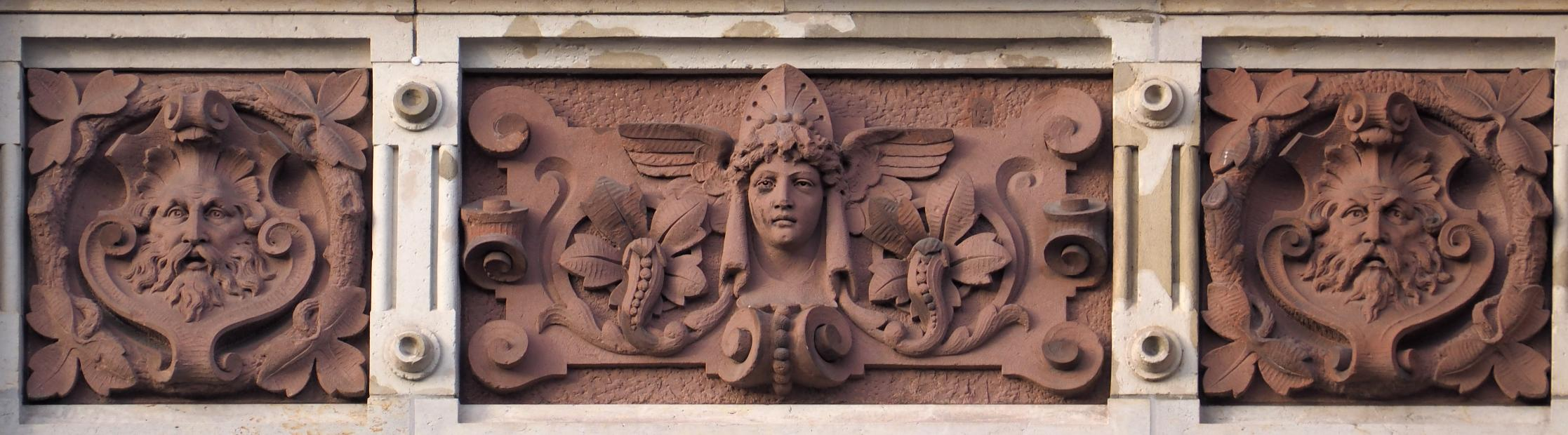
Terrakottarelief unter einem Fenster

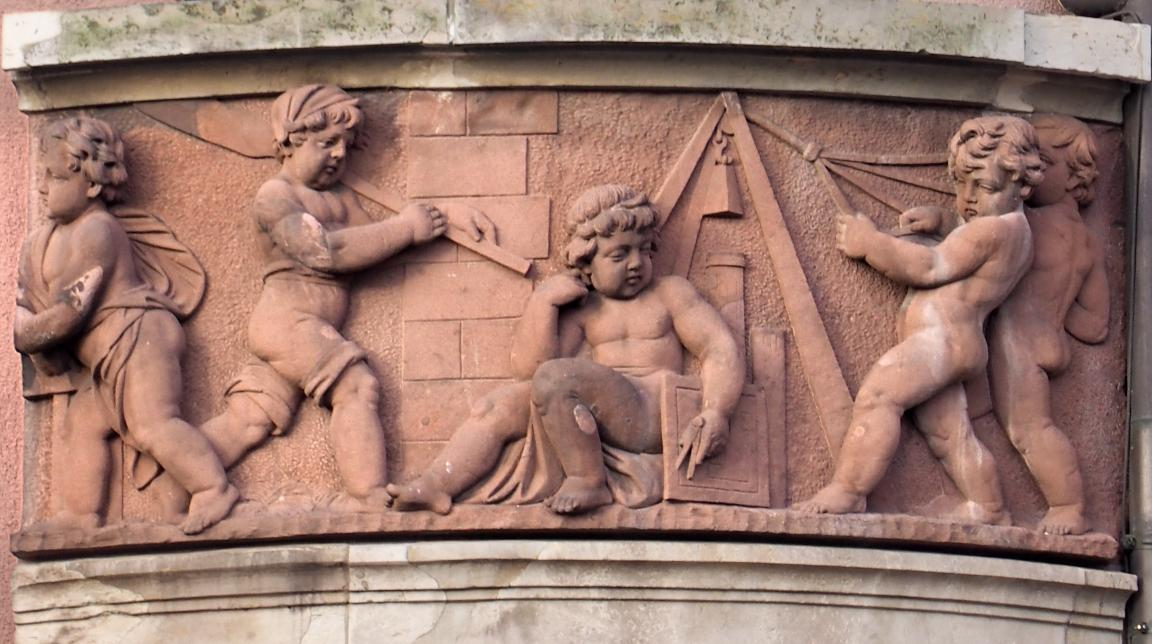
Relief mit Szene zum Bauwesen
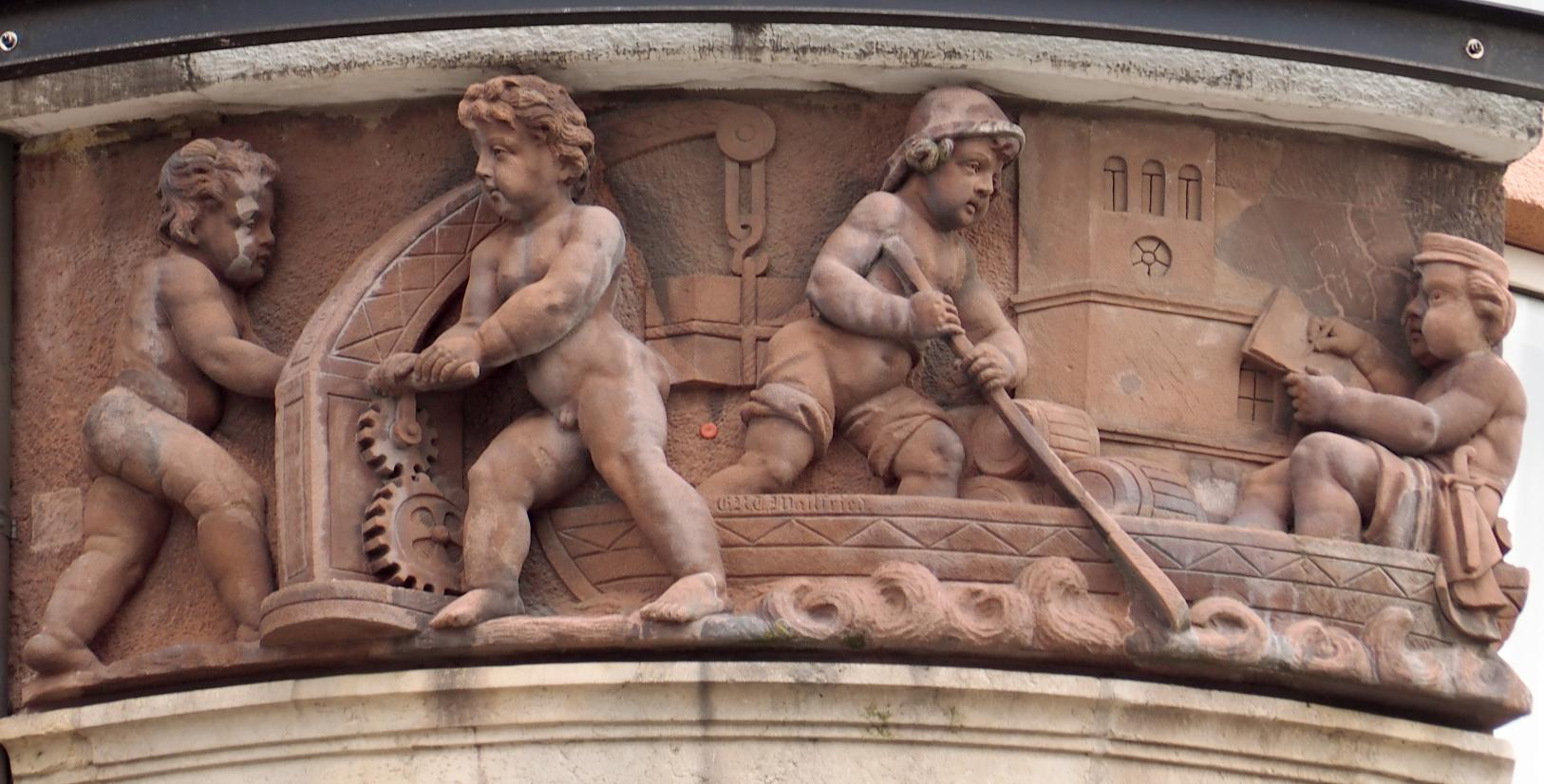
Relief mit Szene zum Hafenbetrieb